# Oxytropis leucantha
Oxytropis leucantha là một loài thực vật có hoa trong họ Đậu. Loài này được (Pall.) Bunge miêu tả khoa học đầu tiên.